# 5 de Mayo, San Simón Zahuatlán
5 de Mayo är en ort i Mexiko.   Den ligger i kommunen San Simón Zahuatlán och delstaten Oaxaca, i den sydöstra delen av landet, 210 km sydost om huvudstaden Mexico City. 5 de Mayo ligger 1 875 meter över havet och antalet invånare är 504.
Terrängen runt 5 de Mayo är huvudsakligen kuperad. 5 de Mayo ligger uppe på en höjd. Runt 5 de Mayo är det glesbefolkat, med 18 invånare per kvadratkilometer. Närmaste större samhälle är Mariscala de Juárez, 15,0 km väster om 5 de Mayo. I omgivningarna runt 5 de Mayo växer huvudsakligen savannskog.